# 东洞镇
东洞乡，是中华人民共和国甘肃省酒泉市肃州区下辖的一个乡镇级行政单位。

## 行政区划
东洞乡下辖以下地区：
东洞村、四号村、旧沟村、小庙村、新沟村、棉花滩村和石灰窑村。